# SM i kanotsprint 2022
Svenska mästerskapen i kanotsprint 2022 skulle från början ha arrangerats i Luleå men när Luleå Kajakklubbs målhus brann ner i augusti 2021 började man söka efter en ny arrangör. Lösningen blev ett delat SM där Nyköpings Kanotklubb arrangerade SM för alla lopp över 200m medan Hofors Kanotklubb arrangerade SM för övriga distanser.

## Medaljörer Herrar

### Herrar 22-

#### H22 K1
| Gren     | Guld           | Guld           | Silver         | Silver         | Brons          | Brons        |
| K1 200m  | Petter Menning | Vaxholms KS    | Theodor Orban  | Lödde KK       | Dennis Kernen  | Nyköpings KK |
| K1 500m  | Dennis Kernen  | Nyköpings KK   | Martin Nathell | Ängelholms RKK | Erik Andersson | Nyköpings KK |
| K1 1000m | Martin Nathell | Ängelholms RKK | Dennis Kernen  | Nyköpings KK   | Karl Brodén    | Nyköpings KK |
| K1 5000m | Karl Brodén    | Nyköpings KK   | Martin Nathell | Ängelholms RKK | Dennis Kernen  | Nyköpings KK |

#### H22 K2
| Gren     | Guld                            | Guld           | Silver                        | Silver       | Brons                           | Brons           |
| K2 200m  | Petter Menning/Erik Gustafsson  | Vaxholms KS    | Anton Andersson/Dennis Kernen | Nyköpings KK | Dennis Lindberg/Joakim Lindberg | Finspångs KK    |
| K2 500m  | Dennis Kernen/Erik Andersson    | Nyköpings KK   | Eric Hedin/Jesper Johansson   | Karlstads PK | Martin Nathell/Alexander Öström | Ängelholms RKK  |
| K2 1000m | Martin Nathell/Alexander Öström | Ängelholms RKK | Dennis Kernen/Erik Andersson  | Nyköpings KK | Albert Friman/Fredrik Friman    | Brunnsvikens KK |
| K2 5000m | Martin Nathell/Alexander Öström | Ängelholms RKK | Dennis Kernen/Karl Brodén     | Nyköpings KK | Isak Maxstad/Nils Toresson      | Örnsbergs KS    |

#### H22 K4
| Gren     | Guld                                                        | Guld         | Silver                                                             | Silver       | Brons                                                               | Brons         |
| K4 200m  | Kacper Pettersson/Dennis Kernen/Anton Andersson/Karl Brodén | Nyköpings KK | Petter Menning/Isak Råsten Lilja/Axel Nordenskiöld/Erik Gustafsson | Vaxholms KS  | Lucas Ahlin-Hamberg/Linus Ahlin-Hamberg/Erik Gulle/Gustav Fohlstedt | Stockholms PK |
| K4 500m  | Dennis Kernen/Kacper Pettersson/Erik Andersson/Karl Brodén  | Nyköpings KK | Petter Menning/Isak Råsten Lilja/Axel Nordenskiöld/Erik Gustafsson | Vaxholms KS  | Isak Maxstad/Nils Toresson/Stefan Magnusson/Aaron von Beinke        | Örnsbergs KS  |
| K4 1000m | Dennis Kernen/Kacper Pettersson/Erik Andersson/Karl Brodén  | Nyköpings KK | Isak Maxstad/Nils Toresson/Ivan Kruger/Aaron von Beinke            | Örnsbergs KS | Theodor Orban/Hugo Lagerstam/Hannes Värendh/Jean-Michel Bravo       | Lödde KK      |
| K4 5000m | Dennis Kernen/Anton Andersson/Erik Andersson/Karl Brodén    | Nyköpings KK | Isak Maxstad/Nils Toresson/Ivan Kruger/Aaron von Beinke            | Örnsbergs KS | Stefan Magnusson/Kasper Nyqvist/Gustav Claesson/Niklas Westin       | Örnsbergs KS  |

### Herrar -21

#### H21 K1
| Gren    | Guld           | Guld         | Silver        | Silver   | Brons           | Brons          |
| K1 500m | Erik Andersson | Nyköpings KK | Johan Myrberg | Luleå KK | Oskar Norstroem | KFK Södertälje |

#### H21 K2
| Gren    | Guld                            | Guld         | Silver                      | Silver        | Brons                        | Brons         |
| K2 200m | Magnus Lindén/Kacper Pettersson | Nyköpings KK | Gustav Fohlstedt/Erik Gulle | Stockholms PK | Zakarias Lundgren/Hugo Artig | Lidköpings KF |

### Herrar -18

#### H18 K1
| Gren     | Guld            | Guld          | Silver            | Silver      | Brons             | Brons        |
| K1 200m  | Viktor Skagerö  | Jönköpings KK | David Nilsson     | Kungälvs KK | Isak Råsten Lilja | Vaxholms KK  |
| K1 500m  | Lars Ivarsen    | Karlstads PK  | David Nilsson     | Kungälvs KK | Kristian Wilde    | Västerås KF  |
| K1 1000m | Lars Ivarsen    | Karlstads PK  | Ludvig Nordberg   | Halmstad KK | Daniel Johansson  | Karlstads PK |
| K1 5000m | Ludvig Nordberg | Halmstad KK   | Axel Nordenskiöld | Vaxholms KK | David Nilsson     | Kungälvs KK  |

#### H18 K2
| Gren     | Guld                          | Guld         | Silver                              | Silver      | Brons                             | Brons        |
| K2 200m  | Leo Johansson/Ludvig Nordberg | Halmstad KK  | Isak Råsten Lilja/Axel Nordenskiöld | Vaxholms KS | Theodor Ytterdahl/Arvid Lindeberg | Nyköpings KK |
| K2 500m  | Daniel Johansson/Lars Ivarsen | Karlstads PK | Leo Johansson/Ludvig Nordberg       | Halmstad KK | David Nilsson/Sandro Lacko        | Kungälvs KK  |
| K2 1000m | Daniel Johansson/Lars Ivarsen | Karlstads PK | Leo Johansson/Ludvig Nordberg       | Halmstad KK | David Nilsson/Sandro Lacko        | Kungälvs KK  |
| K2 5000m | Leo Johansson/Ludvig Nordberg | Halmstad KK  | Isak Råsten Lilja/Axel Nordenskiöld | Vaxholms KS | David Nilsson/Sandro Lacko        | Kungälvs KK  |

#### H18 K4
| Gren     | Guld                                                              | Guld         | Silver                                                          | Silver       | Brons                                                              | Brons       |
| K4 200m  | Teodor Wiberg/Isak Heintz Åhlin/Theodor Ytterdahl/Arvid Lindeberg | Nyköpings KK | Isak Persson/Leo Johansson/Ludvig Nordberg/Max Malmberg         | Halmstad KK  | Axel Nordenskiöld/Isak Råsten Lilja/Tamim Najimi/Linus Blomberg    | Vaxholms KS |
| K4 500m  | Theodor Ytterdahl/Arvid Lindeberg/Adrian Berg/Isak Heintz Åhlin   | Nyköpings KK | Isak Persson/Leo Johansson/Ludvig Nordberg/Max Malmberg         | Halmstad KK  | David Nilsson/Sandro Lacko/William Falkenström/Adrian Lacko        | Kungälvs KK |
| K4 1000m | Theodor Ytterdahl/Arvid Lindeberg/Adrian Berg/Isak Heintz Åhlin   | Nyköpings KK | David Nilsson/Sandro Lacko/Adrian Lacko/William Falkenström     | Kungälvs KK  | Isak Råsten Lilja/Agaton Vangstad/Linus Blomberg/Axel Nordenskiöld | Vaxholms KS |
| K4 5000m | Isak Persson/Leo Johansson/Ludvig Nordberg/Max Malmberg           | Halmstad KK  | Theodor Ytterdahl/Arvid Lindeberg/Adrian Berg/Isak Heintz Åhlin | Nyköpings KK | Isak Råsten Lilja/Agaton Vangstad/Måns Ronder/Tamim Najimi         | Vaxholms KS |

### Herrar -16

#### H16 K1
| Gren     | Guld                  | Guld     | Silver          | Silver       | Brons           | Brons           |
| K1 200m  | Axel Nilvéus Olofsson | Malmö KK | Gustav Claesson | Örnsbergs KS | Dmitrij Tinins  | Katrineholms KK |
| K1 500m  | Axel Nilvéus Olofsson | Malmö KK | Arvid Söderman  | Fagerviks KK | Gustav Claesson | Örnsbergs KS    |
| K1 2500m | Axel Nilvéus Olofsson | Malmö KK | Arvid Söderman  | Fagerviks KK | Dmitrij Tinins  | Katrineholms KK |

#### H16 K2
| Gren     | Guld                              | Guld         | Silver                               | Silver       | Brons                             | Brons        |
| K2 200m  | Hannes Värendh/Mandus Gersbo      | Lödde KK     | Gustav Claesson/Kasper Nyqvist       | Örnsbergs KS | Oscar Hellgren/Egon Braag         | Bråvikens KK |
| K2 500m  | Gustav Claesson/Kasper Nyqvist    | Örnsbergs KS | Hannes Värendh/Alvin Dahlberg        | Lödde KK     | Axel Nilvéus Olofsson/Ben Richter | Malmö KK     |
| K2 2500m | Axel Nilvéus Olofsson/Ben Richter | Malmö KK     | Storm Siverbrant/William Falkenström | Kungälvs KK  | Gustav Claesson/Kasper Nyqvist    | Örnsbergs KS |

#### H16 K4
| Gren     | Guld                                                            | Guld        | Silver                                                          | Silver       | Brons                                                           | Brons        |
| K4 200m  | Hannes Värendh/Mandus Gersbo/Alvin Dahlberg/Malte Gersbo        | Lödde KK    | Storm Siverbrant/Adrian Lacko/William Falkenström/Oskar Terstad | Kungälvs KK  | Gustav Claesson/Kasper Nyqvist/Sigge Magnusson/Oskar Gustafsson | Örnsbergs KS |
| K4 500m  | Hannes Värendh/Alvin Dahlberg/Malte Gersbo/Mandus Gersbo        | Lödde KK    | William Falkenström/Adrian Lacko/Storm Siverbrant/Oskar Terstad | Kungälvs KK  | Gustav Claesson/Kasper Nyqvist/Sigge Magnusson/Sixten Renman    | Örnsbergs KS |
| K4 2500m | William Falkenström/Adrian Lacko/Storm Siverbrant/Oskar Terstad | Kungälvs KK | Gustav Claesson/Kasper Nyqvist/Sigge Magnusson/Sixten Renman    | Örnsbergs KS | Alvin Dahlberg/Malte Gersbo/Hannes Värendh/Oliver Lövberg       | Lödde KK     |

### Herrar -14

#### H14 K1
| Gren     | Guld             | Guld        | Silver          | Silver    | Brons      | Brons        |
| K1 200m  | Storm Siverbrant | Kungälvs KK | Oskar Bergkvist | Näsets PK | Egon Braag | Bråvikens KK |
| K1 500m  | Storm Siverbrant | Kungälvs KK | Oskar Bergkvist | Näsets PK | Viktor Ek  | Luleå KK     |
| K1 2500m | Storm Siverbrant | Kungälvs KK | Oskar Bergkvist | Näsets PK | Viktor Ek  | Luleå KK     |

#### H14 K2
| Gren     | Guld                              | Guld        | Silver                          | Silver       | Brons                                  | Brons        |
| K2 200m  | Storm Siverbrant/Oskar Terstad    | Kungälvs KK | Axel Stjernqvist/Ludvig Berg    | Huskvarna KK | Akilles Gustafsson/Otto Löfdahl        | Vaxholms KS  |
| K2 500m  | Storm Siverbrant/Arvid Holm       | Kungälvs KK | Akilles Gustafsson/Otto Löfdahl | Vaxholms KS  | Eric Keisu Blomstedt/Hjalmar Johansson | Luleå KK     |
| K2 2500m | Storm Siverbrant / Felix Lindmark | Kungälvs KK | Akilles Gustafsson/Otto Löfdahl | Vaxholms KS  | Sixten Renman/Sigge Magnusson          | Örnsbergs KS |

#### H14 K4
| Gren     | Guld                                                     | Guld        | Silver                                                      | Silver       | Brons                                                     | Brons         |
| K4 200m  | Storm Siverbrant/Oskar Terstad/Arvid Holm/Felix Lindmark | Kungälvs KK | August Lindgren/Egil Augustsson/Elias Wärnhjelm/Isak Näsman | Nyköpings KK | Olle Nordberg/David Vallgren/Alfon Löfgren/Gustav Jonsson | Lidköpings KF |
| K4 500m  | Arvid Holm/Felix Lindmark/Emil Thulin/Storm Siverbrant   | Kungälvs KK | Hjalmar Johansson/Eric Keisu Blomstedt/Nils Welin/Viktor Ek | Luleå KK     | Elliot Axelsson/Emil Gullwi/Melker Larson/Oliver Lövberg  | Lödde KK      |
| K4 2500m | Storm Siverbrant/Oskar Terstad/Felix Lindmark/Arvid Holm | Kungälvs KK | Hjalmar Johansson/Eric Keisu Blomstedt/Nils Welin/Viktor Ek | Luleå KK     | Elliot Axelsson/Emil Gullwi/Melker Larson/Oliver Lövberg  | Lödde KK      |

## Medaljörer Damer

### Damer 22-

#### D22 K1
| Gren     | Guld             | Guld         | Silver           | Silver       | Brons                | Brons        |
| K1 200m  | Melina Andersson | Bråvikens KK | Julia Lagerstam  | Lödde KK     | Moa Wikberg          | Karlstads PK |
| K1 500m  | Linnea Stensils  | Vaxholms KS  | Melina Andersson | Bråvikens KK | Julia Lagerstam      | Lödde KK     |
| K1 1000m | Melina Andersson | Bråvikens KK | Julia Lagerstam  | Lödde KK     | Rebecka Georgsdotter | Nyköpings KK |
| K1 5000m | Melina Andersson | Bråvikens KK | Linnea Stensils  | Vaxholms KS  | Rebecka Georgsdotter | Nyköpings KK |

#### D22 K2
| Gren     | Guld                              | Guld         | Silver                             | Silver       | Brons                              | Brons         |
| K2 200m  | Julia Lagerstam/Ardis Luda        | Lödde KK     | Melina Andersson/Elsa Birath       | Bråvikens KK | Annika Andersson/Sofia Paldanius   | Jönköpings KK |
| K2 500m  | Julia Lagerstam/Johanna Johansson | Lödde KK     | Linnea Stensils/Klara Råsten Lilja | Vaxholms KS  | Melina Andersson/Elsa Birath       | Bråvikens KK  |
| K2 1000m | Melina Andersson/Elsa Birath      | Bråvikens KK | Julia Lagerstam/Johanna Johansson  | Lödde KK     | Rebecka Georgsdotter/Vendela Kühne | Nyköpings KK  |
| K2 5000m | Julia Lagerstam/Johanna Johansson | Lödde KK     | Moa Lindén/Vendela Kühne           | Nyköpings KK | Alexandra Torudd/Ebba Andersson    | Halmstad KK   |

#### D22 K4
| Gren     | Guld                                                             | Guld        | Silver                                                           | Silver       | Brons                                                   | Brons        |
| K4 200m  | Julia Lagerstam/Ardis Luda/Johanna Johansson/Signe Claesson      | Lödde KK    | Elsa Ohrås/Elin Nyman/Ella Richter/Tilde Nilsson                 | Malmö KK     | Melina Andersson/Emelie Birath/Elsa Birath/Petra Edhag  | Bråvikens KK |
| K4 500m  | Linnea Stensils/Klara Råsten Lilja/Julia Norefjord/Tilde Enger   | Vaxholms KS | Julia Lagerstam/Signe Claesson/Johanna Johansson/Vendela Lövberg | Lödde KK     | Rebecka Georgsdotter/Vendela Kühne/Moa Lindén/My Lindén | Nyköpings KK |
| K4 1000m | Julia Lagerstam/Johanna Johansson/Signe Claesson/Nelly Tyrebrant | Lödde KK    | Rebecka Georgsdotter/Vendela Kühne/Moa Lindén/My Lindén          | Nyköpings KK | Elsa Ohrås/Elin Nyman/Sandra Gyllström/Sofia Rosdahl    | Malmö KK     |
| K4 1000m | Julia Lagerstam/Signe Claesson/Johanna Johansson/Moa Nilsson     | Lödde KK    | Elin Nyman/Ella Richter/Elsa Ohrås/Tilde Nilsson                 | Malmö KK     | Rebecka Georgsdotter/Vendela Kühne/Moa Lindén/My Lindén | Nyköpings KK |

### Damer -21

#### D21 K1
| Gren    | Guld                 | Guld         | Silver             | Silver      | Brons           | Brons       |
| K1 500m | Rebecka Georgsdotter | Nyköpings KK | Klara Råsten Lilja | Vaxholms KS | Julia Norefjord | Vaxholms KS |

#### D21 K2
| Gren    | Guld                    | Guld     | Silver                             | Silver      | Brons                     | Brons    |
| K2 200m | Elin Nyman/Ella Richter | Malmö KK | Julia Norefjord/Klara Råsten Lilja | Vaxholms KS | Signe Claesson/Ardis Luda | Lödde KK |

### Damer -18

#### D18 K1
| Gren     | Guld         | Guld     | Silver        | Silver          | Brons           | Brons           |
| K1 200m  | Ella Richter | Malmö KK | Elin Höglund  | Brunnsvikens KK | Emelie Ferguson | Örebro KF       |
| K1 500m  | Ella Richter | Malmö KK | Elin Höglund  | Brunnsvikens KK | Elin Nyman      | Malmö KK        |
| K1 1000m | Ella Richter | Malmö KK | Elin Höglund  | Brunnsvikens KK | Elsa Birath     | Bråvikens KK    |
| K1 5000m | Ella Richter | Malmö KK | Tilde Nilsson | Malmö KK        | Elin Höglund    | Brunnsvikens KK |

#### D18 K2
| Gren     | Guld                          | Guld     | Silver                         | Silver          | Brons                          | Brons           |
| K2 200m  | Sandra Gyllström/Ella Richter | Malmö KK | Elin Höglund/Amanda Nordengren | Brunnsvikens KK | Sofia Rosdahl/Elin Nyman       | Malmö KK        |
| K2 500m  | Ella Richter/Sofia Rosdahl    | Malmö KK | Elin Höglund/Amanda Nordengren | Brunnsvikens KK | Sandra Gyllström/Tilde Nilsson | Malmö KK        |
| K2 1000m | Ella Richter/Tilde Nilsson    | Malmö KK | Elin Höglund/Amanda Nordengren | Brunnsvikens KK | Salima Roslund/Tove Enger      | Vaxholms KS     |
| K2 5000m | Ella Richter/Elin Nyman       | Malmö KK | Tilde Nilsson/Sandra Gyllström | Malmö KK        | Elin Höglund/Amanda Nordengren | Brunnsvikens KK |

#### D18 K4
| Gren     | Guld                                                      | Guld     | Silver                                                     | Silver       | Brons                                                      | Brons        |
| K4 200m  | Sandra Gyllström/Sofia Rosdahl/Tilde Nilsson/Elin Nyman   | Malmö KK | Nelly Tyrebrant/Tyra Sivtoft/Vendela Lövberg/Moa Nilsson   | Lödde KK     | Milla Lindén/Alice Näsman/Caroline Sjöberg/Hilda Lindeberg | Nyköpings KK |
| K4 500m  | Tilde Nilsson/Ella Richter/Sandra Gyllström/Sofia Rosdahl | Malmö KK | Milla Lindén/Alice Näsman/Caroline Sjöberg/Meja Lindén     | Nyköpings KK | Tove Enger/Amie Roslund/Salima Roslund/Linn Nilsson        | Vaxholms KS  |
| K4 1000m | Ella Richter/Sofia Rosdahl/Sandra Gyllström/Tilde Nilsson | Malmö KK | Nelly Tyrebrant/Tyra Sivtoft/Vendela Lövberg/Moa Nilsson   | Lödde KK     | Milla Lindén/Alice Näsman/Caroline Sjöberg/Meja Lindén     | Nyköpings KK |
| K4 5000m | Elin Nyman/Ella Richter/Sandra Gyllström/Tilde Nilsson    | Malmö KK | Milla Lindén/Alice Näsman/Caroline Sjöberg/Hilda Lindeberg | Nyköpings KK | Linn Nilsson/Amie Roslund/Tove Enger/Viola Gustafsson      | Vaxholms KS  |

### Damer -16

#### D16 K1
| Gren     | Guld        | Guld     | Silver         | Silver       | Brons        | Brons       |
| K1 200m  | Moa Nilsson | Lödde KK | Olivia Larsson | Nyköpings KK | Rut Stening  | Kungälvs KK |
| K1 500m  | Moa Nilsson | Lödde KK | Olivia Larsson | Nyköpings KK | Rut Stening  | Kungälvs KK |
| K1 2500m | Moa Nilsson | Lödde KK | Olivia Larsson | Nyköpings KK | Tyra Sivtoft | Lödde KK    |

#### D16 K2
| Gren     | Guld                        | Guld     | Silver                       | Silver      | Brons                           | Brons         |
| K2 200m  | Nelly Tyrebrant/Moa Nilsson | Lödde KK | Tyra Sivtoft/Vendela Lövberg | Lödde KK    | Olivia Larsson/Minna Jansberger | Lidköpings KF |
| K2 500m  | Moa Nilsson/Vendela Lövberg | Lödde KK | Emilia Nilsson/Rut Stening   | Kungälvs KK | Ilse Nyqvist/Hannah Marek       | Örnsbergs KS  |
| K2 2500m | Tyra Sivtoft/Moa Nilsson    | Lödde KK | Emilia Nilsson/Rut Stening   | Kungälvs KK | Nelly Tyrebrant/Vendela Lövberg | Lödde KK      |

#### D16 K4
| Gren     | Guld                                                     | Guld     | Silver                                             | Silver       | Brons                                                        | Brons       |
| K4 200m  | Nelly Tyrebrant/Tyra Sivtoft/Vendela Lövberg/Moa Nilsson | Lödde KK | Malena Marek/Ilse Nyqvist/Hannah Marek/Tuva Westin | Örnsbergs KS | Emilia Nilsson/Rut Stening/Julia Karlsson/Esther Falkenström | Kungälvs KK |
| K4 500m  | Nelly Tyrebrant/Tyra Sivtoft/Vendela Lövberg/Moa Nilsson | Lödde KK | Malena Marek/Tuva Westin/Hannah Marek/Ilse Nyqvist | Örnsbergs KS | Emilia Nilsson/Rut Stening/Julia Karlsson/Esther Falkenström | Kungälvs KK |
| K4 2500m | Nelly Tyrebrant/Tyra Sivtoft/Vendela Lövberg/Moa Nilsson | Lödde KK | Malena Marek/Tuva Westin/Hannah Marek/Ilse Nyqvist | Örnsbergs KS | Emilia Nilsson/Rut Stening/Julia Karlsson/Esther Falkenström | Kungälvs KK |

### Damer -14

#### D14 K1
| Gren     | Guld         | Guld         | Silver          | Silver       | Brons       | Brons    |
| K1 200m  | Ilse Nyqvist | Örnsbergs KS | Nora Söderman   | Fagerviks KK | Oda Värendh | Lödde KK |
| K1 500m  | Ilse Nyqvist | Örnsbergs KS | Nora Söderman   | Fagerviks KK | Oda Värendh | Lödde KK |
| K1 2500m | Ilse Nyqvist | Örnsbergs KS | Astrid Sjöström | Halmstad KK  | Oda Värendh | Lödde KK |

#### D14 K2
| Gren     | Guld                      | Guld         | Silver                         | Silver       | Brons                                  | Brons        |
| K2 200m  | Hannah Marek/Ilse Nyqvist | Örnsbergs KS | Astrid Sjöström/Meja Arvidsson | Huskvarna KK | Svea Nordlöf/Nora Söderman             | Fagerviks KK |
| K2 500m  | Hannah Marek/Ilse Nyqvist | Örnsbergs KS | Astrid Sjöström/Meja Arvidsson | Huskvarna KK | Nora Söderman/Svea Nordlöf             | Fagerviks KK |
| K2 2500m | Hannah Marek/Ilse Nyqvist | Örnsbergs KS | Astrid Sjöström/Meja Arvidsson | Huskvarna KK | Lilly Björnfot/Rebecka Blixt Rönnqvist | Luleå KK     |

#### D14 K4
| Gren    | Guld                                                          | Guld          | Silver                                                       | Silver          | Brons | Brons |
| K4 200m | Sabina Gustafsson/Moa Nordberg/Lily Jansberger/Märta Almqvist | Lidköpings KK | Amelia Lundborg/Elvira Henriksson/Linnea Sandnell/Selma Adem | Katrineholms KK |       |       |

## Medaljörer Mix

### Mix 22-
| Gren              | Guld                                                             | Guld         | Silver                                                            | Silver      | Brons                                                           | Brons       |
| Stafett K1 4x200m | Anton Andersson/Dennis Kernen/Rebecka Georgsdotter/Vendela Kühne | Nyköpings KK | Petter Menning/Julia Norefjord/Klara Råsten Lilja/Erik Gustafsson | Vaxholms KS | Alexandra Torudd/Anton Ljungström/Ebba Andersson/Niclas Hansson | Halmstad KK |

### Mix -18
| Gren              | Guld                                                          | Guld        | Silver                                                       | Silver   | Brons                                                 | Brons       |
| Stafett K1 4x200m | Isak Råsten Lilja/Salima Roslund/Tove Enger/Axel Nordenskiöld | Vaxholms KS | Axel Nilvéus Olofsson/Ben Richter/Ella Richter/Sofia Rosdahl | Malmö KK | David Nilsson/Sandro Lacko/Emilia Nilsson/Rut Stening | Kungälvs KK |

### Mix -16
| Gren              | Guld                                                     | Guld     | Silver                                                   | Silver   | Brons                                                       | Brons       |
| Stafett K1 4x200m | Malte Gersbo/Hannes Värendh/Nelly Tyrebrant/Tyra Sivtoft | Lödde KK | Mandus Gersbo/Alvin Dahlberg/Vendela Lövberg/Moa Nilsson | Lödde KK | Rut Stening/Emilia Nilsson/William Falkenström/Adrian Lacko | Kungälvs KK |

### Mix -14
| Gren              | Guld                                                    | Guld         | Silver                                                      | Silver       | Brons                                                         | Brons       |
| Stafett K1 4x200m | Sigge Magnusson/Ilse Nyqvist/Sixten Renman/Hannah Marek | Örnsbergs KS | Astrid Sjöström/Axel Stjernqvist/Ludvig Berg/Meja Arvidsson | Huskvarna KK | Storm Siverbrant/Arvid Holm/Julia Karlsson/Esther Falkenström | Kungälvs KK |

## Medaljliga
| Nr | Klubb                                   | Guld | Silver | Brons | Totalt |
| 1  | Lödde Kanotklubb                        | 19   | 10     | 11    | 40     |
| 2  | Malmö Kanotklubb                        | 17   | 5      | 6     | 28     |
| 3  | Nyköpings Kanotklubb                    | 14   | 13     | 12    | 39     |
| 4  | Kungälvs Kanotklubb                     | 10   | 8      | 13    | 31     |
| 5  | Örnsbergs Kanotklubb                    | 8    | 8      | 8     | 24     |
| 6  | Vaxholms Kanotsällskap                  | 5    | 12     | 9     | 26     |
| 7  | Halmstad Kanotklubb                     | 4    | 6      | 2     | 12     |
| 8  | Bråvikens Kanotklubb                    | 4    | 2      | 5     | 11     |
| 9  | Karlstads Paddlarklubb                  | 4    | 1      | 2     | 7      |
| 10 | Ängelholms Rodd och Kanotklubb          | 3    | 2      | 1     | 6      |
| 11 | Lidköpings Kanotförening                | 1    | 0      | 3     | 4      |
| 12 | Jönköpings Kanotklubb                   | 1    | 0      | 1     | 2      |
| 13 | Brunnsvikens Kanotklubb                 | 0    | 6      | 3     | 9      |
| 14 | Huskvarna Kanotklubb                    | 0    | 5      | 0     | 5      |
| 15 | Fagerviks Kanotklubb                    | 0    | 4      | 2     | 6      |
| 16 | Luleå Kajakklubb                        | 0    | 3      | 4     | 7      |
| 17 | Näsets Paddlarklubb                     | 0    | 3      | 0     | 3      |
| 18 | Katrineholms Kanotklubb                 | 0    | 1      | 2     | 3      |
| 19 | Stockholms Paddlarklubb                 | 0    | 1      | 1     | 2      |
| 20 | Örebro Kanotförening                    | 0    | 0      | 1     | 1      |
| 20 | Finspångs Kanotklubb                    | 0    | 0      | 1     | 1      |
| 20 | Västerås Kanotförening                  | 0    | 0      | 1     | 1      |
| 20 | Kanotföreningen Kanotisterna Södertälje | 0    | 0      | 1     | 1      |